# حواصیل شکم‌سفید
حواصیل شکم‌سفید (نام علمی: Ardea insignis) نام یک گونه از سرده حواصیل‌های نمادین است.